# Andy Tennant
|  | No confondre amb Andrew Tennant, ciclista anglès |

Andy Tennant (Chicago, 1955) és un director de cinema, director de televisió, guionista i ballarí estatunidenc.

## Biografia
Malgrat haver nascut a Chicago, Tennant va créixer a Flossmoor (Illinois). El seu pare va ser Don Tennant, un publicista famós publicista que va treballar a l'agència de publicitat Leo Burnett Agency a Chicago. Es va graduar a Homewood-Flossmoor High School el 1973. Va estudiar teatre a la Universitat del Sud de Califòrnia. Està casat amb Sharon Johnson-Tennant, amb qui té quatre fills, incloent trigèmins.

## Filmografia
- Dues pel preu d'una (It Takes Two) (1995)
- Només els ximples s'enamoren (Fools Rush In) (1997)
- Ever After: A Cinderella Story (1998)
- Anna and the King (1999)
- Sweet Home Alabama (2002)
- Hitch, especialista a lligar (Hitch) (2005)
- Com bojos... a buscar l'or (Fool's Gold) (2008)
- El caça-recompenses (The Bounty Hunter) (2010)
- Com reines (2015)

## Treballs com a director de televisió
- Sliders
- South of Sunset
- The Adventures of Brisco County, Jr. (dos episodis)
- The Amy Fisher Story
- Desperate Choices: To Save My Child
- General Hospital: Night Shift (un episodi)
- Parker Lewis Can't Lose (cinc episodis)
- Tot en un dia
- The Wonder Years (episodis "Heart Break" i "Math Class")